# SCO OpenServer
SCO OpenServer är ett Unix-baserat serveroperativ ifrån SCO Group och den senaste versionen heter SCO OpenServer 6. OpenServer härstammar från SCO UNIX och SCO Xenix. I version 6 lade man till kod från SCO:s andra Unixbaserade operativsystem Unixware.
SCO håller på att slå ihop OpenServer med UnixWare för att bara ha en Unix-produkt. OpenServer är den äldre av de två Unixvarianterna SCO utvecklar.